# Davi Ramos
Davi Ramos Pinheiro da Silva, född 5 november 1986 i Rio de Janeiro, är en brasiliansk MMA- och BJJ-utövare som sedan 2010 tävlar i organisationen Ultimate Fighting Championship.

## Mästerskap och utmärkelser

### Grappling[1]
- (2010) IBJJF Chicago Open – viktklass, vinnare
- (2010) CBJJ Brazilian National Nogi, vinnare
- (2011) Grapplers Quest Las Vegas – absolut, vinnare
- (2011) Grapplers Quest Las Vegas – viktklass, vinnare
- (2014) ADCC Sydamerikanska mästerskapen – -77 kg, vinnare
- (2015) ADCC Världsmästare -77kg
- (2018) ACBJJ -77 kg, vinnare

## Tävlingsfacit

### MMA
| Resultat | Facit | Motståndare                 | Metod                   | Evenemang                                    | Datum            | Rond | Tid  | Plats                      | Notering |
| -------- | ----- | --------------------------- | ----------------------- | -------------------------------------------- | ---------------- | ---- | ---- | -------------------------- | -------- |
| Vinst    | 1-0   | Juan Manuel Puig (MEX)      | Submission              | CXC: Battle at the Beach                     | 4 juli 2010      | 1    | 0:36 | Cabo San Lucas, Mexiko     |          |
| Vinst    | 2-0   | Rony Silva (BRA)            | Submission (giljotin)   | NCF - Nitrix Champion Fight 16               | 31 augusti 2013  | 1    | 1:03 | Americana, Brasilien       |          |
| Vinst    | 3-0   | Jose Alberto Quiñonez (MEX) | TKO (slag)              | EFA: Mexico vs. Brazil                       | 15 november 2013 | n/a  | n/a  | Tuxtla Gutiérrez, Mexiko   |          |
| Vinst    | 4-0   | Claudiere Freitas (BRA)     | Submission (armbar)     | Talent MMA Circuit 8                         | 12 april 2014    | 1    | 3:07 | Valinhos, Brasilien        |          |
| Förlust  | 4-1   | David Rickels (USA)         | Domslut (enhälligt)     | Bellator 130                                 | 24 oktober 2014  | 3    | 5:00 | Mulvane, KS, Brasilien     |          |
| Vinst    | 5-1   | Mike Flach (USA)            | Submission (rear-naked) | RFA 42: Giagos vs. Estrazulas                | 19 augusti 2016  | 1    | 4:07 | Visalia, CA, USA           |          |
| Vinst    | 6-1   | Nick Piedmont (USA)         | Domslut (enhälligt)     | Phoenix FC 1                                 | 10 december 2016 | 3    | 5:00 | Caza du Kesrouane, Libanon |          |
| Förlust  | 6-2   | Sérgio Moraes (BRA)         | Domslut (enhälligt)     | UFC Fight Night: Belfort vs. Gastelum        | 11 mars 2017     | 3    | 5:00 | Fortaleza, Brasilien       |          |
| Vinst    | 7-2   | Chris Gruetzemacher (USA)   | Submission (rear-naked) | UFC Fight Night: Swanson vs. Ortega          | 9 december 2017  | 3    | 0:50 | Fresno, CA, USA            |          |
| Vinst    | 8-2   | Nick Hein (GER)             | Submission (rear-naked) | UFC 224                                      | 12 maj 2017      | 1    | 4:15 | Rio de Janeiro, Brasilien  |          |
| Vinst    | 9-2   | John Gunther (USA)          | Submission (rear-naked) | UFC Fight Night: Korean Zombie vs. Rodríguez | 10 november 2018 | 1    | 1:57 | Denver, CO, USA            |          |
| Vinst    | 10-2  | Austin Hubbard (USA)        | Domslut (enhälligt)     | UFC Fight Night: dos Anjos vs. Lee           | 18 maj 2019      | 3    | 5:00 | Rochester, NY, USA         |          |
| Förlust  | 10-3  | Islam Machatjev (RUS)       | Domslut (enhälligt)     | UFC 242 Chabib vs. Poirier                   | 8 september 2019 | 3    | 5:00 | Abu Dhabi, UAE             |          |

### Grappling
| Antal matcher        | Vunna matcher | Förlorade matcher |
| -------------------- | ------------- | ----------------- |
| Totalt               | 47            | 24                |
| Via poäng            | 17            | 13                |
| Via advantage        | 1             | 3                 |
| Via submission       | 26            | 6                 |
| Via domslut          | 3             | 0                 |
| Via diskvalificering | 0             | 2                 |
| Oavgjorda            | 0             | 0                 |